# Abil (Aleppo)
Abil (arab. أبل) – wieś w Syrii, w muhafazie Aleppo, w dystrykcie Afrin. W 2004 roku liczyła 368 mieszkańców.